# Kell néha egy kis csavargás
A Kell néha egy kis csavargás egy 1976-ban készült zenés, humoros rádiós musical. Ősbemutatója 1976. május 2-án volt a Petőfi Rádióban. Három dalt (Lazítani; Söprik az utcát, Fogsz te a fox helyett) 1978–1979-ben kiadtak kislemezen, de a teljes mű hanglemezen először csak 1989-ben jelent meg, mert születése idején a Hanglemezgyár nem tartotta kiadásra érdemesnek. Akkoriban a Magyar Rádióban hangzott csak el többször is, egyben és dalonként is. Számos dal sláger is lett belőle (Próbálj meg lazítani, Macska-duett, Söprik az utcát, Fogsz te a fox helyett, Zenés étlap, Éjszakáról éjszakára).
Bradányi Iván német, angol és francia szövegeket készített a dalokra, mellyel Svájcban egy fesztiválon indultak, ahol a 27 résztvevő ország versenyén 8. helyezést értek el.
Az 1989-es hanglemez- és kazettaformátumú kiadást követően 2002-ben CD-n is megjelent a mű.1996-ban Próbálj meg lazítani címmel, az előadók néhány más dalával kiegészítve adták ki, az eredeti címadó dal nélkül.

## Alkotók
- Zene: Malek Miklós
- Szöveg: Hofi Géza, Szenes Iván
- Zenei rendező: Malek Miklós, Victor Máté
- Hangmérnök: Szita István

## Dalok
1. Kezdés és bemutatkozás (Kovács Kati, Hofi Géza, Koós János)
2. Kell néha egy kis csavargás (Kovács Kati, Hofi Géza, Koós János)
3. Próbálj meg lazítani (Hofi Géza, km. Kovács Kati – próza)
4. Zenés étlap (Kovács Kati, Hofi Géza, Koós János)
5. Szép a tulipán (Koós János, km. Kovács Kati – próza)
6. Az én világom ez (Kovács Kati, Hofi Géza, Koós János)
7. A Déli-pályaudvar csodás kis állomás (Kovács Kati, Hofi Géza, Koós János)
8. Éjszakáról éjszakára (Kovács Kati, km. Hofi Géza, Koós János – próza)
9. Macska-duett (Hofi Géza, Koós János)
10. Söprik az utcát az utcaseprők (Hofi Géza, km. Koós János – próza, Kovács Kati  – vokál)
11. Fogsz te a fox helyett charlestont járni (Kovács Kati, Hofi Géza, km. Koós János – próza)
12. Finálé (Kovács Kati, Hofi Géza, Koós János)

## Közreműködők
- Hofi Géza
- Koós János
- Kovács Kati
- Stúdió 11
- Harmónia énekegyüttes

## Tv, klip
A Macska-duett c. dalból 1979-ben animációs klip (Megalkuvó macskák) készült.